# King Cypress

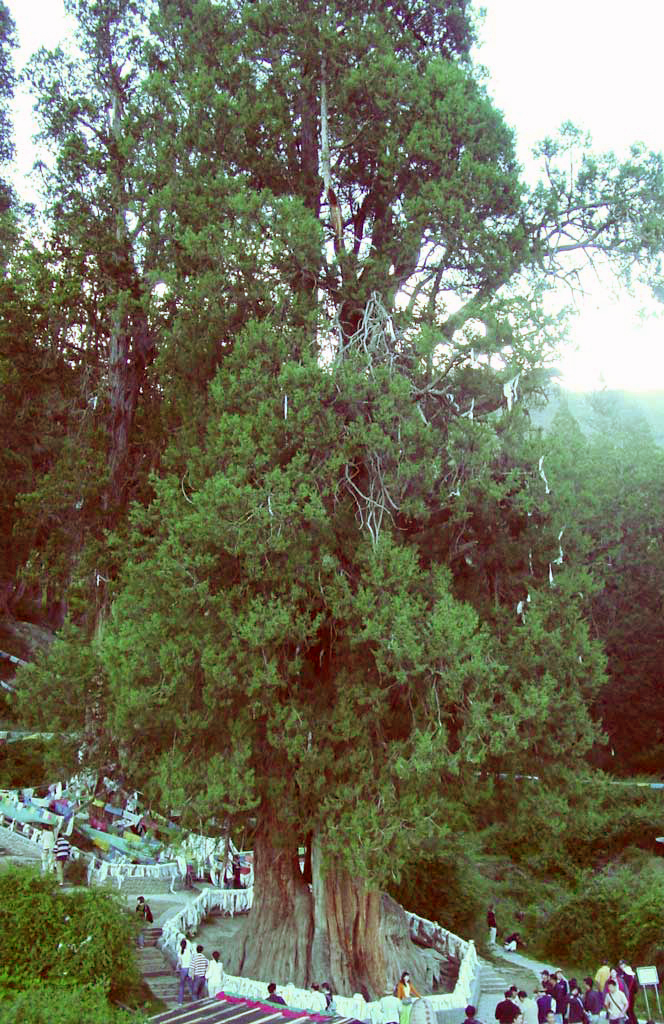
King Cypress.

King Cypress (en español: Rey Ciprés) (también conocida como Gran Ciprés, o como los tibetanos lo llaman «el Dios del árbol») es un gigante árbol de ciprés (Cupressus gigantea), en el Tíbet, de alrededor de 50 metros de altura, 5,8 metros de diámetro, 0,165 acres de proyección en la zona de la corona y la edad calculada de 2.600 años.
El rey ciprés está situado cerca del pueblo de Bajie, a unos 7 kilómetros de la ciudad de Bayi, Nyingchi. 
King Cypress está rodeado de por lo menos 0,1 km² de los antiguos cipreses, con una altura promedio de 44 metros. Se dice que es el "árbol de la vida" de Tönpa Shenrab Miwoche, fundador de la tradición Bön, del Tíbet.